# Arnaldo Jabor
Arnaldo Jabor (Río de Janeiro, Era Vargas, 12 de diciembre de 1940 - São Paulo, Brasil, 15 de febrero de 2022) fue un director de cine, guionista y productor brasileño de ascendencia libanesa.

## Carrera artística
Dirigió nueve films entre 1965 y 1990. Su película de 1973 Toda desnudez será castigada ganó el Oso de Plata en el Festival Internacional de Berlín. Se identifica como ateo.

## Filmografía

### Director
- O Circo (1965)
- A Opinião Pública (1967)
- Pindorama (1970)
- Toda desnudez será castigada (1973)
- O Casamento (1976)
- Tudo Bem (1978)
- Eu Te Amo (1981)
- Eu Sei que Vou te Amar (1986)
- Carnaval (1990)
- Suprema Felicidade (2010)

## Premios y distinciones
Festival Internacional de Cine de Berlín
| Año  | Categoría    | Película                     | Resultado |
| ---- | ------------ | ---------------------------- | --------- |
| 1973 | Oso de Plata | Toda desnudez será castigada | Ganador   |